# Пам'ятник Володимиру Великому (Володимир)
Па́м'ятник Володи́миру Вели́кому — скульптурний пам'ятник Володимира. Автори — львівські скульптори Теодозія Бриж та Любомир Яремчук. Встановлений на Княжій алеї в Слов'янському парку.